# Свети Архангел Михаил (Охрид)
Вижте пояснителната страница за други значения на Свети Архангел Михаил.
„Свети Архангел Михаил“ (на македонска литературна норма: „Свети Архангел Михаил“) е православна църква в махалата Кошища на град Охрид, Северна Македония. Темелният камък е осветен и поставен в 1985 година. Църквата е осветена на 19 септември 1988 година от митрополит Тимотей Дебърско-Кичевски. Проектант на църквата е архитект Тодор Паскали, а главен ктитор Станко Динич от Охрид. Фреските са дело на Драган Ристески от Охрид, а резбованият иконостас е изработен от ЕМО – Охрид.